# Michaela Kilian-Bock
Michaela Kilian-Bock (geboren 4. Oktober 1959) ist eine deutsche Juristin. Sie war Vizepräsidentin am Landgericht Fulda und ist seit 2012 Direktorin des Amtsgerichts Bad Hersfeld. Von 2004 bis 2023 war sie richterliches Mitglied am Staatsgerichtshof des Landes Hessen.

## Leben
Nach Abschluss ihrer juristischen Ausbildung wurde Kilian-Bock 1987 als Richterin auf Probe am Amtsgericht Kirchhain und am Landgericht Marburg eingesetzt. Ab 1. Oktober 1990 war sie als Richterin am Amtsgericht Hersfeld tätig. Zeitgleich begann sie ihr Engagement als Jugendrichterin.
Von 2000 bis 2008 war sie stellvertretende Direktorin des Amtsgerichts Bad Hersfeld und von 2008 bis 2012 Vizepräsidentin am Landgericht Fulda. Dort übernahm sie den Vorsitz in der 2. Strafkammer für Jugend- und Wirtschaftsrecht und zeitweise auch in der Strafvollstreckungs- und Zivilbeschwerdekammer. Zudem war sie Pressesprecherin des Landgerichts. Seit 18. Juli 2012 ist Kilian-Bock als Direktorin am Amtsgericht Bad Hersfeld tätig. Damit übernahm sie von Hermann Eimer das Amt der Behördenleitung.
Ab 26. September 2001 war Kilian-Bock stellvertretendes richterliches Mitglied für Ekkehard Bombe am Staatsgerichtshof des Landes Hessen. Im September 2004 rückte sie für Bombe nach und wurde zum ständigen richterlichen Mitglied. 2009 und 2016 wurde sie in dieses Amt für jeweils acht Jahre wiedergewählt. Im März 2023 wurde sie verabschiedet. Ihre und Mathias Mathias Metzners Nachfolger wurden Annett Wunder und Harald Wack.
Michaela Kilian-Bock ist verheiratet mit dem ehemaligen Stadtverordneten von Bad Hersfeld Michael Bock (Neue Bürgerliste).